# Helen Grant

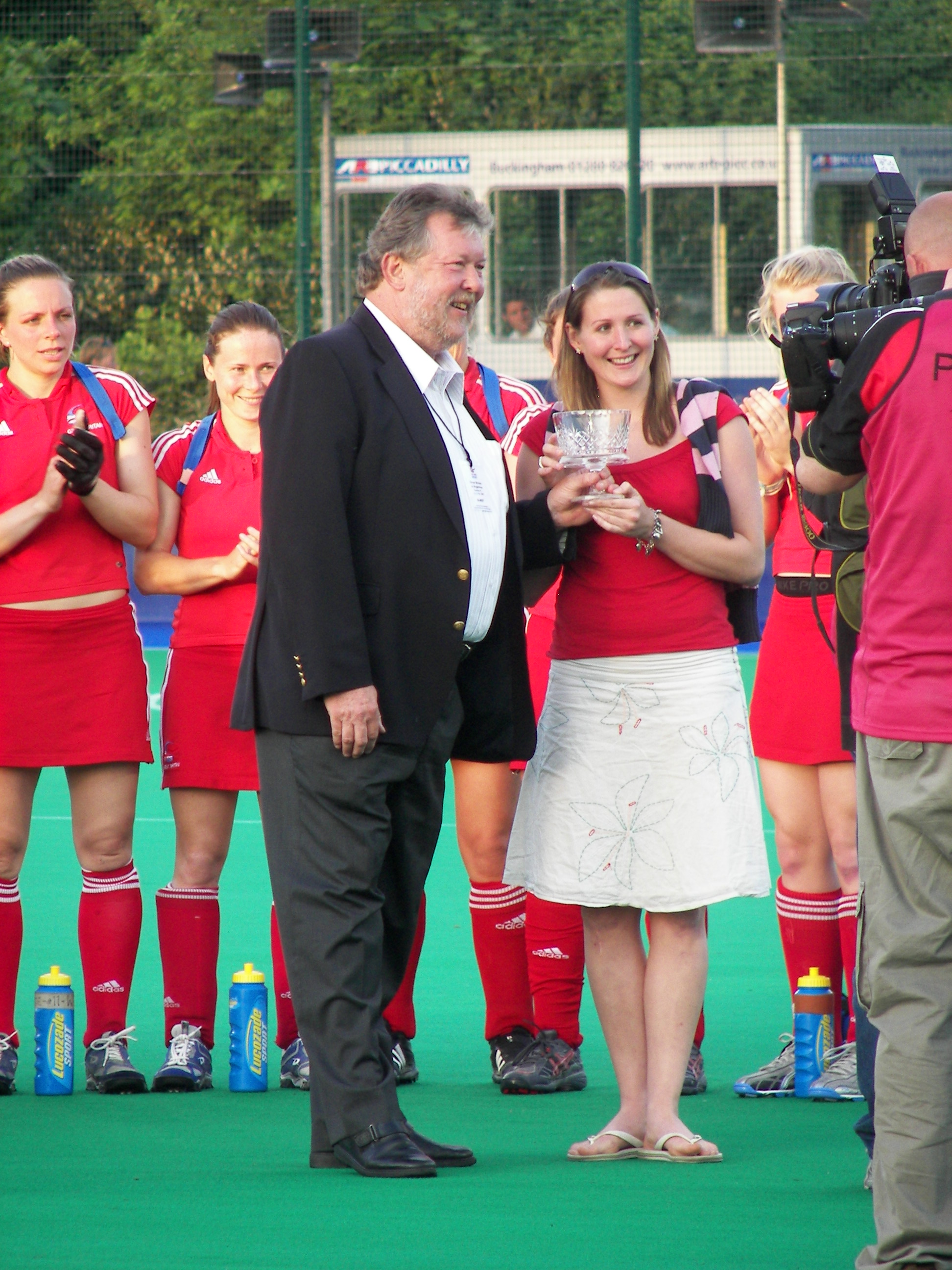
Helen Grant

Helen Grant (Halifax (West Yorkshire), 14 februari 1979) is een Engelse voormalig hockeyster, die op zowel nationaal als internationaal niveau uitkwam.
Grant maakte haar debuut voor de Engelse hockeyploeg op 16 juni 2001 in een wedstrijd tegen Ierland. Ze kwam in totaal 105 keer uit voor Engeland en maakte daarin 30 doelpunten. Voor de Britse hockeyploeg debuteerde Grant in 2003 tegen Zuid-Afrika. Bij deze ploeg kwam Grant in totaal tot 11 wedstrijden, waarin ze vier keer doel trof.
De aanvalster kwam in de Nederlandse Hoofdklasse uit voor HC Rotterdam.

## Erelijst
- 2002 –  Champions Challenge in Johannesburg